# Printf
printf（プリントエフ）は、C言語の標準ライブラリに属し、ヘッダーファイル stdio.h で宣言されている関数である。引数で与えられた書式付きの文字列を、環境によって設定された標準出力 (stdout) に出力する。その機能は国際標準規格「ISO/IEC 9899:1999」（通称C99）および日本産業規格（旧称・日本工業規格）による翻訳「JIS X 3010:2003」においてprintf関数は，与えられた実引数の前にstdoutを実引数として付加したfprintf関数と等価とする。と規定されている (7.19.6.3)。
この関数は、第1引数に与えられた文字列を出力する。C言語の他の単純な入出力関数に比べ、比較的複雑な構造を持っており、第1引数の文字列のなかで書式を指定することで、第2引数以降の任意の数の引数（可変長引数）を、書式に従って出力することができる。また、整数型（int型）の戻り値を持ち、出力に成功した場合には転送したバイト数、出力に失敗した場合には負数を返却する。

## 形式
```
#include
 
<stdio.h>

int
 
printf
(
const
 
char
 
*
 
restrict
 
format
,
 
...);

```

## 書式化文字列
上記形式における第一引数には、それに続く実引数の変換方法を指定する。書式化文字列には、通常のマルチバイト文字または%で始まる変換指定のいずれかの指令を0個以上含む。マルチバイト文字が含まれ、かつ文字コードがシフトシーケンスに依存する場合には、書式化文字列は初期シフト状態で始まり、初期シフト状態で終わらなければならない。書式指定を行う%〜それぞれを書式指定子と呼ぶ。

### 変換指定
変換指定は次の形式をとる。（[ ]内は省略可能）
```
%[引数順][フラグ][最小フィールド幅][.精度][長さ修飾子]変換指定子
```

### 引数順 (POSIX)
これは標準C規格の仕様ではなく、POSIXで規定されている拡張である。
書式文字列において%の代わりに%m$を記述することで、続く可変長引数のうちどれを使うかを番号mで指定できる。
例えば、
```
const
 
char
*
 
fmt
 
=
 
"Invalid command %1$s at line %2$d.
\n
"
;

const
 
char
*
 
cmd
 
=
 
"hoge"
;

const
 
int
 
lineNumber
 
=
 
20
;

printf
(
fmt
,
 
cmd
,
 
lineNumber
);

```

とした場合、
```
Invalid command hoge at line 20.
```

と表示される。これだけならば大きな意味はないが、例えばメッセージを翻訳（ローカライズ）する際、
```
const
 
char
*
 
fmt
 
=
 
"%2$d行目のコマンド %1$s は不正です。
\n
"
;

```

というように書式文字列だけをローカライズすることで、可変長引数の指定順を変更せずに、
```
20行目のコマンド hoge は不正です。
```

という自然な語順の出力を得ることができる。

### フラグ
変換指定のフラグは以下の通り。
| フラグ | 意味                                              |
| ------ | ------------------------------------------------- |
| -      | フィールドの左寄せ                                |
| +      | 常に符号を出力                                    |
| 空白   | 数値が正または 0 の場合は符号の代わりに空白を出力 |
| #      | 代替形式。基数を表すプレフィックスの出力等        |
| 0      | 出力文字数が最小フィールド幅未満の場合は'0'を出力 |

### 長さ修飾子
| 修飾子         | 意味                                              | 導入バージョン                                                |
| -------------- | ------------------------------------------------- | ------------------------------------------------------------- |
| hh             | 実引数はchar型                                    | C99以降                                                       |
| h              | 実引数はshort型                                   | 全バージョン                                                  |
| l（エル）      | 実引数はlong型、wint_t型、wchar_t型またはdouble型 | wint_tおよびwchar_tについてはC95以降、doubleについてはC99以降 |
| ll（エルエル） | 実引数はlong 型                                   | C99以降                                                       |
| j              | 実引数はintmax_t型                                | C99以降                                                       |
| z              | 実引数はsize_t型                                  | C99以降                                                       |
| t              | 実引数はptrdiff_t型                               | C99以降                                                       |
| L              | 実引数はlong double型                             | 全バージョン                                                  |

Cの可変長引数には「既定の実引数拡張」(default argument promotion) と呼ばれる暗黙の型変換が適用される。整数型の場合は汎整数拡張と同じであり、順位 (rank) がintよりも低いchar、signed char、unsigned charおよびshortの値はintに変換される。unsigned shortについては、型の値をすべてintで表現できる環境の場合はintに、そうでない場合はunsigned intに変換される。floatの値はdoubleに変換される。そのため、h、hhおよびdoubleに対するlは、printfでは省略可能である。もともとdoubleに対するlは必要なかったが、あまりに多くのプログラマが間違いを犯し続けたため、標準規格において追認されたという歴史的な経緯がある。ただし、scanfでは実引数としてポインタが渡されるため、長さ修飾子の指定による区別が必要となる。
なお、C99で追加されたint32_tやint64_tなどのビット数が指定された整数型の実引数に対して、これらの長さ修飾子を直接使用した場合の動作は未定義である。仮に特定の実装では期待通り動作したとしても、データ型モデルによっては移植の際に非互換が生じることもある。これらの固定幅の整数型を実引数として使用する際は、明示的な型キャストをするか、inttypes.hヘッダーに定義されているPRIで始まるマクロを利用する必要がある。

### 変換指定子
| 指定子 | 意味                                               | 導入バージョン |
| ------ | -------------------------------------------------- | -------------- |
| d, i   | 10進符号付き整数                                   | 全バージョン   |
| u      | 10進符号無し整数                                   | 全バージョン   |
| o      | 8進符号無し整数                                    | 全バージョン   |
| x, X   | 16進符号無し整数（ X は大文字で出力）              | 全バージョン   |
| e, E   | 指数形式浮動小数点数（ E は大文字で出力）          | 全バージョン   |
| f, F   | 小数形式浮動小数点数（ F は大文字で出力）          | 全バージョン   |
| g, G   | e または f 形式のうち適した方（ G は大文字で出力） | 全バージョン   |
| a, A   | 16進浮動小数点（ A は大文字で出力）                | C99以降        |
| c      | 文字                                               | 全バージョン   |
| s      | 文字列                                             | 全バージョン   |
| p      | ポインタの値                                       | 全バージョン   |
| n      | 整数変数に出力済み文字数を格納                     | 全バージョン   |
| %      | '%'の出力                                          | 全バージョン   |

## 関連する関数

### fprintf
fprintfは、引数にファイルポインタfpが追加され、標準出力の代わりにfpへ出力する変種である。
```
#include
 
<stdio.h>

int
 
fprintf
(
FILE
 
*
 
restrict
 
fp
,
 
const
 
char
 
*
 
restrict
 
format
,
 
...);

```

### sprintf, snprintf
sprintfとsnprintfは、引数にchar配列の要素へのポインタstrが追加されたもので、標準出力の代わりにstrへ出力する変種である。snprintfは、さらにstrに書き込んで良い文字数を指定する引数が追加されたものであるが、Cの標準規格に収録されたのはC99からである。
```
#include
 
<stdio.h>

int
 
sprintf
(
char
 
*
 
restrict
 
str
,
 
const
 
char
 
*
 
restrict
 
format
,
 
...);

int
 
snprintf
(
char
 
*
 
restrict
 
str
,
 
size_t
 
size
,
 
const
 
char
 
*
 
restrict
 
format
,
 
...);

```

### wprintf, fwprintf, swprintf
wprintf, fwprintf, swprintfは、それぞれprintf, fprintf, snprintfに対応し、ワイド文字を使用するものである。C95で標準化された。sprintfに直接対応するワイド文字バージョンの関数（出力バッファサイズを受け取らない関数）は存在しない。
```
#include
 
<stdio.h>
 /* または wchar.h */

int
 
wprintf
(
const
 
wchar_t
 
*
 
restrict
 
format
,
 
...);

int
 
fwprintf
(
FILE
 
*
 
restrict
 
fp
,
 
const
 
wchar_t
 
*
 
restrict
 
format
,
 
...);

int
 
swprintf
(
wchar_t
 
*
 
restrict
 
str
,
 
size_t
 
size
,
 
const
 
wchar_t
 
*
 
restrict
 
format
,
 
...);

```

### va_listを引数に取るもの
ここまでに挙げたprintfとその変種に対して、可変個引数部分をva_listに変化させた種類が存在する。それぞれ、関数名の頭にvを付けた名称となっている。vsnprintfはC99で標準化された。
```
#include
 
<stdio.h>

int
 
vprintf
(
const
 
char
 
*
 
restrict
 
format
,
 
va_list
 
args
);

int
 
vfprintf
(
FILE
 
*
 
restrict
 
fp
,
 
const
 
char
 
*
 
restrict
 
format
,
 
va_list
 
args
);

int
 
vsprintf
(
char
 
*
 
restrict
 
str
,
 
const
 
char
 
*
 
restrict
 
format
,
 
va_list
 
args
);

int
 
vsnprintf
(
char
 
*
 
restrict
 
str
,
 
size_t
 
size
,
 
const
 
char
 
*
 
restrict
 
format
,
 
va_list
 
args
);

```

```
#include
 
<stdio.h>
 /* または wchar.h */

int
 
vwprintf
(
const
 
wchar_t
 
*
 
restrict
 
format
,
 
va_list
 
args
);

int
 
vfwprintf
(
FILE
 
*
 
restrict
 
fp
,
 
const
 
wchar_t
 
*
 
restrict
 
format
,
 
va_list
 
args
);

int
 
vswprintf
(
wchar_t
 
*
 
restrict
 
str
,
 
size_t
 
size
,
 
const
 
wchar_t
 
*
 
restrict
 
format
,
 
va_list
 
args
);

```

### 安全性を向上させたもの
C11のAnnex K Bounds‐checking interfacesで規定された、安全性を向上させた種類が存在する。それぞれ、関数名の末尾に_sを付けた名称となっている。これらの関数は、__STDC_WANT_LIB_EXT1__を1に定義した上で対応するヘッダーをインクルードすると宣言される。
```
#define __STDC_WANT_LIB_EXT1__ 1

#include
 
<stdio.h>

#include
 
<wchar.h>

int
 
printf_s
(
const
 
char
 
*
 
restrict
 
format
,
 
...);

int
 
fprintf_s
(
FILE
 
*
 
restrict
 
fp
,
 
const
 
char
 
*
 
restrict
 
format
,
 
...);

int
 
sprintf_s
(
char
 
*
 
restrict
 
str
,
 
rsize_t
 
size
,
 
const
 
char
 
*
 
restrict
 
format
,
 
...);

int
 
snprintf_s
(
char
 
*
 
restrict
 
str
,
 
rsize_t
 
size
,
 
const
 
char
 
*
 
restrict
 
format
,
 
...);

int
 
vprintf_s
(
const
 
char
 
*
 
restrict
 
format
,
 
va_list
 
arg
);

int
 
vfprintf_s
(
FILE
 
*
 
restrict
 
fp
,
 
const
 
char
 
*
 
restrict
 
format
,
 
va_list
 
arg
);

int
 
vsprintf_s
(
char
 
*
 
restrict
 
str
,
 
rsize_t
 
size
,
 
const
 
char
 
*
 
restrict
 
format
,
 
va_list
 
arg
);

int
 
vsnprintf_s
(
char
 
*
 
restrict
 
str
,
 
rsize_t
 
size
,
 
const
 
char
 
*
 
restrict
 
format
,
 
va_list
 
arg
);

int
 
wprintf_s
(
const
 
wchar_t
 
*
 
restrict
 
format
,
 
...);

int
 
fwprintf_s
(
FILE
 
*
 
restrict
 
fp
,
 
const
 
wchar_t
 
*
 
restrict
 
format
,
 
...);

int
 
swprintf_s
(
wchar_t
 
*
 
restrict
 
str
,
 
rsize_t
 
size
,
 
const
 
wchar_t
 
*
 
restrict
 
format
,
 
...);

int
 
snwprintf_s
(
wchar_t
 
*
 
restrict
 
str
,
 
rsize_t
 
size
,
 
const
 
wchar_t
 
*
 
restrict
 
format
,
 
...);

int
 
vwprintf_s
(
const
 
wchar_t
 
*
 
restrict
 
format
,
 
va_list
 
arg
);

int
 
vfwprintf_s
(
FILE
 
*
 
restrict
 
fp
,
 
const
 
wchar_t
 
*
 
restrict
 
format
,
 
va_list
 
arg
);

int
 
vswprintf_s
(
wchar_t
 
*
 
restrict
 
str
,
 
rsize_t
 
size
,
 
const
 
wchar_t
 
*
 
restrict
 
format
,
 
va_list
 
arg
);

int
 
vsnwprintf_s
(
wchar_t
 
*
 
restrict
 
str
,
 
rsize_t
 
size
,
 
const
 
wchar_t
 
*
 
restrict
 
format
,
 
va_list
 
arg
);

```

以下のような機能が追加されている。
- FILE*や文字列の引数（%sに対応する可変長引数部分の引数も含む）に対するNULLポインタチェック
- 出力先バッファサイズのチェック
- %n書式の禁止

エラーは実行時に検出され、現在設定されている制約ハンドラー (constraint handler) 関数が呼ばれる。

### Windows API
Microsoft Windows用のWindows APIには、sprintf()やsnprintf()などによく似た名前の関数として以下のようなAPIが用意されている。
```
// winuser.h

int
 
wsprintfA
(
LPSTR
 
unnamedParam1
,
 
LPCSTR
 
unnamedParam2
,
 
...);

int
 
wsprintfW
(
LPWSTR
 
unnamedParam1
,
 
LPCWSTR
 
unnamedParam2
,
 
...);

int
 
wvsprintfA
(
LPSTR
 
unnamedParam1
,
 
LPCSTR
 
unnamedParam2
,
 
va_list
 
arglist
);

int
 
wvsprintfW
(
LPWSTR
 
unnamedParam1
,
 
LPCWSTR
 
unnamedParam2
,
 
va_list
 
arglist
);

// shlwapi.h

int
 
wnsprintfA
(
PSTR
 
pszDest
,
 
int
 
cchDest
,
 
PCSTR
 
pszFmt
,
 
...);

int
 
wnsprintfW
(
PWSTR
 
pszDest
,
 
int
 
cchDest
,
 
PCWSTR
 
pszFmt
,
 
...);

int
 
wvnsprintfA
(
PSTR
 
pszDest
,
 
int
 
cchDest
,
 
PCSTR
 
pszFmt
,
 
va_list
 
arglist
);

int
 
wvnsprintfW
(
PWSTR
 
pszDest
,
 
int
 
cchDest
,
 
PCWSTR
 
pszFmt
,
 
va_list
 
arglist
);

```

ここで、LPSTRとPSTRはchar*、LPCSTRとPCSTRはconst char*、LPWSTRとPWSTRはwchar_t*、LPCWSTRとPCWSTRはconst wchar_t*に相当するtypedef型エイリアスである。Wサフィックスはワイド文字によるUnicode文字セット、AサフィックスはANSIマルチバイト文字セット（MBCS）を意味する。プロジェクトのUnicode対応設定（マクロシンボルUNICODEの定義有無）によって関数の実装がW版またはA版に切り替わるwsprintfマクロやwnsprintfマクロなども用意されている。
いずれもfloatやdoubleといった浮動小数点数型の書式化には対応しておらず、C/C++の標準ライブラリ関数とは互換性がない。Cランタイムライブラリ (CRT) に依存せず、Windows環境限定で標準的に使えることがメリットだが、これらの使用は推奨されておらず、<strsafe.h>で定義されているセーフ文字列関数の使用が推奨されている。
なお、Windows API関数の呼び出し規約は、ほぼすべて_stdcall（__stdcall、WINAPI / STDAPICALLTYPE）であるが、上記のうち可変長引数...を受け取るAPI関数は例外的に_cdecl（__cdecl、WINAPIV / STDAPIVCALLTYPE）となっている。x86の場合は引数の受け渡し動作が呼び出し規約に左右される。

## コード例
```
#include
 
<stdio.h>

int
 
main
(
void
)

{

    
int
 
a
 
=
 
1234
;

    
printf
(
"%d %o %x
\n
"
,
 
a
,
 
a
,
 
a
);

    
printf
(
"%s %c
\n
"
,
 
"abc"
,
 
'x'
);

    
return
 
0
;

}

```

上記のコードをコンパイルし実行すると、次の出力が得られる。
```
1234 2322 4d2
abc x
```

## 脆弱性
一般に、書式文字列を外部や利用者から自由に指定できる状態とすることはセキュリティホールの温床となるため望ましくない。特に%n書式を用いたものが有名である。Visual C++のCRTでは既定で%n書式が無効化されており、使用できなくなっている。
また、書式化文字列中の書式指定子と実引数の数や型が正しく対応していない場合は未定義動作を引き起こす。Cの可変長引数は型消去によって実現される仕組みであるため、printf()の内部では書式と実引数の数や型の不一致を検出することができず、本質的に安全性が欠如している。正しい書式を与えることはプログラマ側の責任である。
なお、引数で受け取ったバッファに書式化された文字列を出力する関数群は、バッファサイズを超えてデータを書き込んでしまうと未定義動作を引き起こす。特に、sprintf()やvsprintf()といったバッファサイズ（書き込み可能な最大サイズ）を指定することのできない関数は潜在的なバッファオーバーフローの脆弱性を抱えているため使うべきではなく、代わりにC99で追加されたsnprintf()やvsnprintf()を使うべきである。

## 他言語
C言語から派生したC++やD言語はもとより、PHP、Ruby、Perlなど他の言語でもprintfが実装されている。Python 2.xではprint文だったが、3.xではprint関数となった。
また、RubyやPythonなど、%演算子によってsprintf()相当機能をサポートするものも存在する。Boost C++ライブラリのBoost.Formatでは、boost::formatクラスの%演算子オーバーロードによって類似の機能を実現している。
C++11ではC99のライブラリ関数の多くが取り込まれた。C++20では関数テンプレートstd::format()が、C++23ではstd::print()が追加された。
Unix系オペレーティングシステムのコマンドとして実装されたprintfもある。外部コマンドのほか、Bashなど一部のUnixシェルではビルトインで実装されている。

### Java
Java 1.5ではStringクラスにformat()メソッドが、java.io.PrintStreamクラスにformat()メソッドとprintf()メソッドが追加された。
標準出力の場合は、例えば以下のように呼び出すことができる。
```
System
.
out
.
printf
(
"Integer = 0x%02X, Double = %.4f\n"
,
 
10
,
 
Math
.
PI
);

```

Javaの可変長引数はObjectの配列だが、intやdoubleのようなプリミティブ型の引数はオートボクシング（自動ボックス化）によってプリミティブラッパークラスにラップされて渡されるため、オーバーヘッドはあるものの本質的に型安全である。書式指定に誤りがあった場合はjava.util.IllegalFormatException例外を、また書式指定に対応する実引数が不足していた場合はjava.util.MissingFormatArgumentException例外をスローする。
Javaに限らず、後発のオブジェクト指向言語や動的型付け言語の場合は、可変長引数として使われるコレクション（配列やリスト）が長さ情報を持っており、またコレクション中の各オブジェクトが自分自身の型情報を持っているため、printf()相当機能がバッファ安全かつ型安全に実現できるようになっている。